# Trötte Teodor (film, 1931)
Trötte Teodor är en svensk-fransk dramafilm från 1931 i regi av Gustaf Edgren.

## Om filmen
Filmen premiärvisades den 31 augusti 1931 på biograf Palladium i Stockholm. Som förlaga har man Max Neal och Max Ferners pjäs Der müde Theodor (Trötte Teodor) från 1913. Filmen spelades in i Filmstaden Råsunda av Åke Dahlqvist. Filmen samproducerades med den franska inspelningen av Service de nuit. Europafilm gjorde en nyinspelning av pjäsen 1945 med regi av Anders Henrikson, se Trötte Teodor. I Tyskland har pjäsen filmats minst tre gånger: 1918, 1936 och 1957.
I ett sentida perspektiv finns ett anmärkningsvärt inslag i filmen. Det är pantlånaren Isaac Moseson som blir ett av de första tydliga exemplen på en antisemitism som är påtaglig i 30-talsfilmen. När Trötte Teodor sändes i svensk TV 8 december 1985 blev  den anmäld till Radionämnden av denna anledning (RR ärende 467/85). TV framhävde i sitt yttrande att filmen trots allt avspeglade en äldre tids värderingar: ”Filmer från filmens barndom som ‘Trötte Teodor’ ger ibland - liksom också andra äldre konstnärliga framställningar - uttryck för värderingar, som är oacceptabla för ett modernt. demokratiskt samhälle. Lika självklart som det är att paret Moseson inte skulle kunna förekomma i en modern svensk spelfilm lika orimligt vore det att utesluta möjligheten att visa gamla filmer - t.ex. indianfilmer - från visning i tv på grund av de värdringar som ligger bakom skildringen av rollgestalter eller händelser.” (ur brev till Radionämnden från Oloph Hansson 10 april 1986). Därför ansåg TV att det inte var lämpligt att balansera eller tillrättalägga med förklaringar eller kommentarer.
Vid sitt sammanträde 24 april 1986 ansåg dock nämnden att detta inte var någon ursäkt utan man beslöt med minsta möjliga majoritet att fälla filmen för brott mot demokratibestämmelserna i §6 i Radiolagen. Förvisso kunde man hålla med att äldre litteratur mm givetvis är präglade av sin tids tänkesätt och att detta i sig inte får förhindra att man utnyttjar sig av detta äldre material men ”I förevarande fall speglade ett av filmens huvudteman 1930-talets fördomar mot judar. Framställningen av paret Moseson präglades sålunda enligt nämndens mening mycket klart av dåtidens antisemitiska schabloner.” De tre ledamöter som reserverade sig ansåg att filmen i och för sig var antisemitisk men ändå var en fars som även utnyttjade sig av andra fördomar i komiskt syfte. Därför ansåg man att filmen knappast kunde uppamma antisemitiska stömningar i vår tid. 
Filmen sändes i norsk TV 13 december 1986. Där väckte filmen mycket starka pressreaktioner av samma anledning, inte minst för att den kom bara tre dagar efter det att Elie Wiesel tilldelats Nobels fredspris. De ansvariga vid NRK försvarade sig med att den ingick i ett större paket äldre svenska filmer man inköpt och man inte sett den på förhand samt att det hela varit ett olycksfall i arbetet. (Aftenposten 15.12.1986, Vårt land samma datum, Verdens Gang 16.12.1986). Den norska reaktionen, med rubriker som "Judehat som TV-nöje",  kommenterades kortfattat i Aftonbladets innerspalt 17 december 1986 (troligen skriven av Jurgen Schildt).

## Rollista (komplett)
- Valdemar Dalquist – Teodor Hörneman, rentier
- Karin Swanström – Rosa Hörneman, hans hustru, miljonärska
- Håkan Westergren – Bertil Hörneman, Teodors fosterson
- Brita Appelgren – Britta Kronfeldt, balettdansös och sångerska
- Fritiof Billquist – adjunkt Ivar Camillus
- Maritta Marke – Laura Camillus, hans hustru
- Rune Carlsten – Isaac Mosesson, pantlånare
- Gucken Cederborg – Sarah Mosesson, hans hustru
- Anna-Lisa Baude – Frida, jungfru hos Hörnemans
- Ragnar Widestedt – bov
- Bengt-Olof Granberg – bov
- Artur Cederborgh – portier på Hotel Babylon
- Sune Holmqvist – Kalle, piccolo
- Bertil Brusewitz – poliskommissarien
- Harry Ahlin – hans biträde
- Carl Deurell – chef för Kungl. Välfärdsdepartementets kommitté för tonkonstens befrämjande
- Algot Gunnarsson – teaterdirektör
- Richard Lindström – teaterregissör
- Gösta Gustafson – Andersson, vaktmästare på Kungl. Välfärdsdepartementet
- Knut Lambert – Carl Mild, ordförande i föreningen De Barmhärtiga Samariterna
- Sven Jerring – hallåmannen
- Yngwe Nyquist – restaurangdirektören
- Eric Abrahamsson – en restauranggäst
- Paul Hagman – restaurangvaktmästaren
- Julia Cæsar – kontorist på Kungl. Välfärdsdepartementet
- Frithiof Hedvall – Anderberg, Teodors vän
- Arvid Petersén – en italiensk tenor
- Sven Maister – en journalist från Morgonposten
- Sigge Fürst – en skuggprofil i dörren till restaurangen
- Hugo Jacobson – en tjänsteman på De Barmhärtiga Samariterna
- Disa Gillis – en dam som tilldelas hotellrum av portiern
- Erik Forslund – en kypare
- Tage Almqvist – restauranggäst som ger Britta en kyss på hand
- Georg Fernquist – restauranggäst som ger Britta en kyss på hand
- Folke Helleberg – restauranggäst
- Gustaf Edgren – restauranggäst

## Musik i filmen
- Jag är blott en stackars kvinna, kompositör Jules Sylvain, text Eric Roos, Karl-Ewert och S.S. Wilson, instrumental.
- Fjorton år tror jag visst att jag var, text Henrik Lilljebjörn, instrumental.
- Hab' ich nur deine Liebe. Ur Boccaccio (Om blott jag har din kärlek. ur Boccaccio), kompositör Franz von Suppé, tysk text Friedrich Zell och Richard Genée svensk text 1879 Carl Gustaf Wilhelm Michal, sång Helga Görlin som dubbar Brita Appelgren
- Köp hjärtan (En liten amulett), kompositör Jules Sylvain, text S.S. Wilson, sång Helga Görlin som dubbar Brita Appelgren, den framförs även visslande av Sune Holmqvist
- Wenn du meine Tante siehst (Jag vill ha en tös med långa flätor), kompositör Rud Nelson  tysk text Rudolf Schanzer och Ernst Welisch svensk text 1925 Karl Gerhard, instrumental.
- Orphée aux enfers. Uvertyr (Orfeus i underjorden. Uvertyr), kompositör Jacques Offenbach, instrumental.
- En juvel i Mälardrottningens krona, kompositör Helge Lindberg, text Karl-Ewert, instrumental.
- Who Were You With Last Night (Var har du vatt i natt?), kompositör och engelsk text Mark Sheridan och Fred Godfrey svensk text Ernst Rolf, instrumental.